# Изюмовка (Омская область)
Изюмовка — село в Шербакульском районе Омской области России. Административный центр Изюмовского сельского поселения.

## История
Основано в 1907 году. В 1928 году состояло из 113 хозяйств, основное население — украинцы. Центр Изюмовского сельсовета Борисовского района Омского округа Сибирского края.
В соответствии с Законом Омской области от 30 июля 2004 года № 548-ОЗ «О границах и статусе муниципальных образований Омской области» село возглавило образованное муниципального образования «Изюмовское сельское поселение».

## Население
| 2010 |
| ---- |
| 877  |

Гендерный состав
По данным Всероссийской переписи населения 2010 года в гендерной структуре населения из 877 человек мужчин — 421, женщин — 456 (48,0 и 52,0 % соответственно)
Национальный состав
В 1928 году основное население украинцы.
Согласно результатам переписи 2002 года, в национальной структуре населения русские составляли 66 % от общей численности населения в 1033 чел..